# Embalse del Alto Rabagão
El embalse del Alto Rabagão es una infraestructura hidroeléctrica portuguesa situada en el municipio de Montalegre, distrito de Vila Real, alimentada por el río Rabagão. Fue terminada en 1964, tiene una altura de 94 m y una longitud de coronación de 1897 metros, con una capacidad máxima de desagüe de 500 m³/s.
Su embalse tiene una superficie de unas 2200 hectáreas y una capacidad de 569 hm³, con un volumen no utilizable de 10,77 hm³.
Es una presa de construcción mixta, una parte de tipo arco y otra de tipo gravedad.